# Cité des télécoms
La Cité des télécoms est un parc français consacré aux télécommunications, des débuts à nos jours.
Elle est située sur la commune de Pleumeur-Bodou en Bretagne. C'est une fondation faisant partie du groupe Orange depuis 2006.
D'une superficie de 3 000 m2, le centre d'exposition a été construit en 1991 et accueille chaque année environ 80 000 visiteurs.

## Activités
Ce centre d'exposition propose :
- des expositions temporaires renouvelées tous les 2 ans  (2018 : L'espace, quelle histoire / 2019-2020 : La voix, l'expo qui vous parle !).
- des animations avec des médiateurs scientifiques pour le grand public et les groupes (scolaires, jeunes, adultes...) : GPS Connect, programmation robots, sécurité sur internet, visites guidées...
- des ateliers itinérants pour les écoles.
- des expositions permanentes sur l'évolution des télécoms (les pères fondateurs, la télégraphie, cale d'un ancien navire câblier, une maquette du Léon Thévenin, la fibre optique...).
- le Radôme géant de 50 mètres de haut, 64 mètres de diamètre et 200 mètres de circonférence. Il a été classé en l'an 2000 au titre des monuments historiques et labellisé « Patrimoine du XXe siècle »[2]. Il abrite l'antenne de télécommunication (PB1) qui a permis la première expérience de mondovision avec la transmission vidéo en direct entre les États-Unis et l'Europe le 11 juillet 1962.

## Galerie

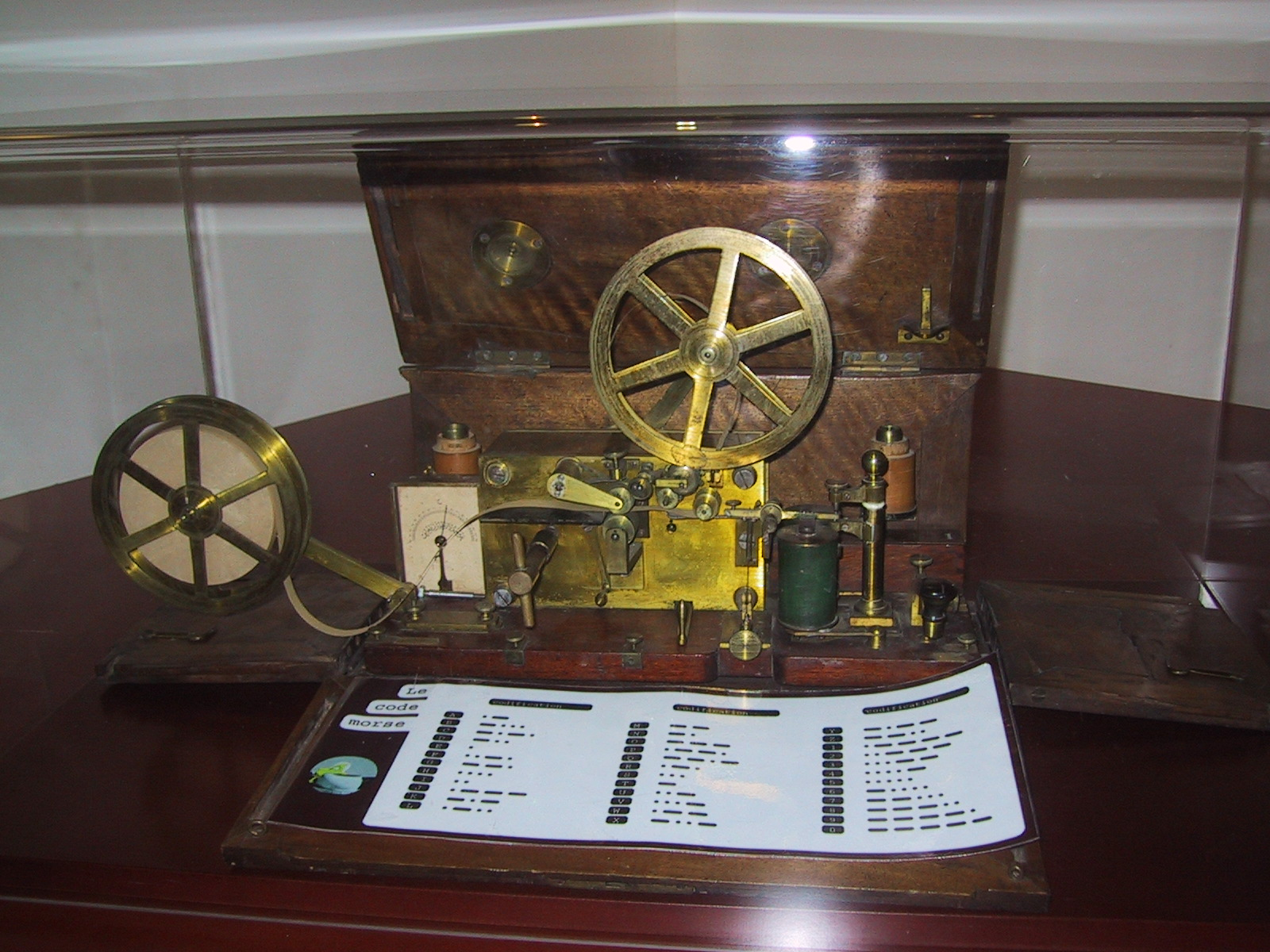
Un télégraphe de Samuel Morse datant de 1837 exposé à la Cité des télécoms.
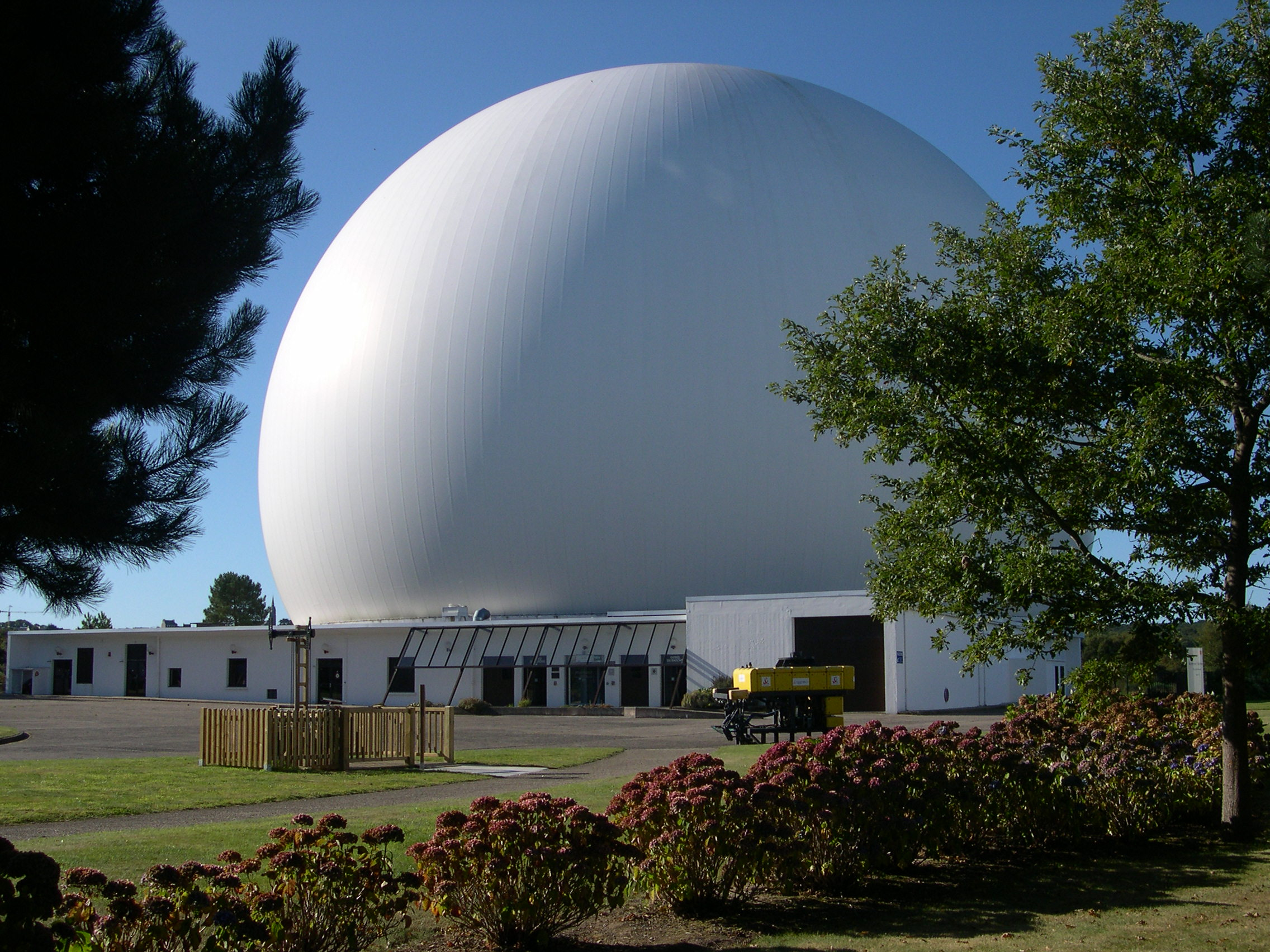
Le Radôme.
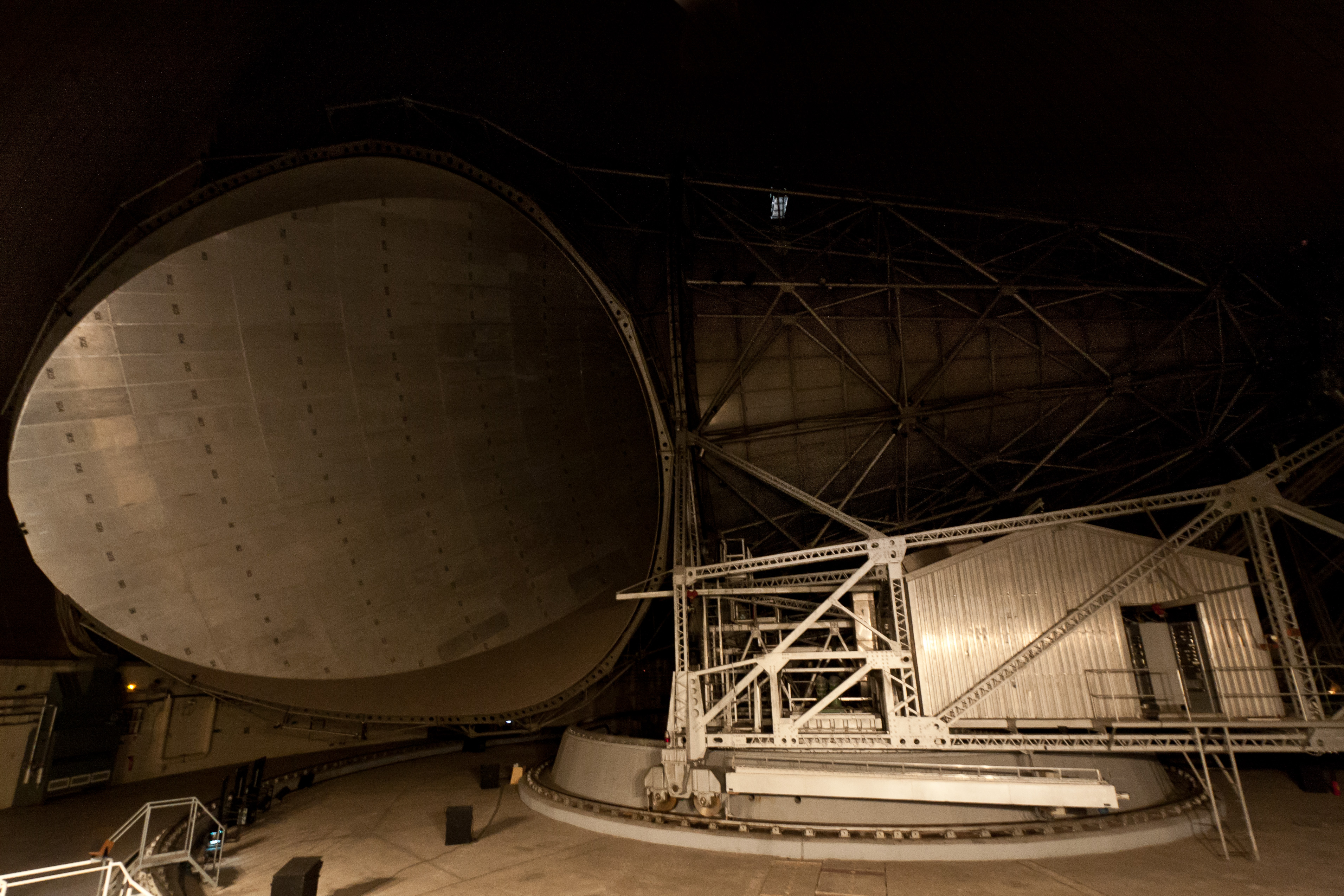
L'antenne PB1 à l'intérieur du radôme.
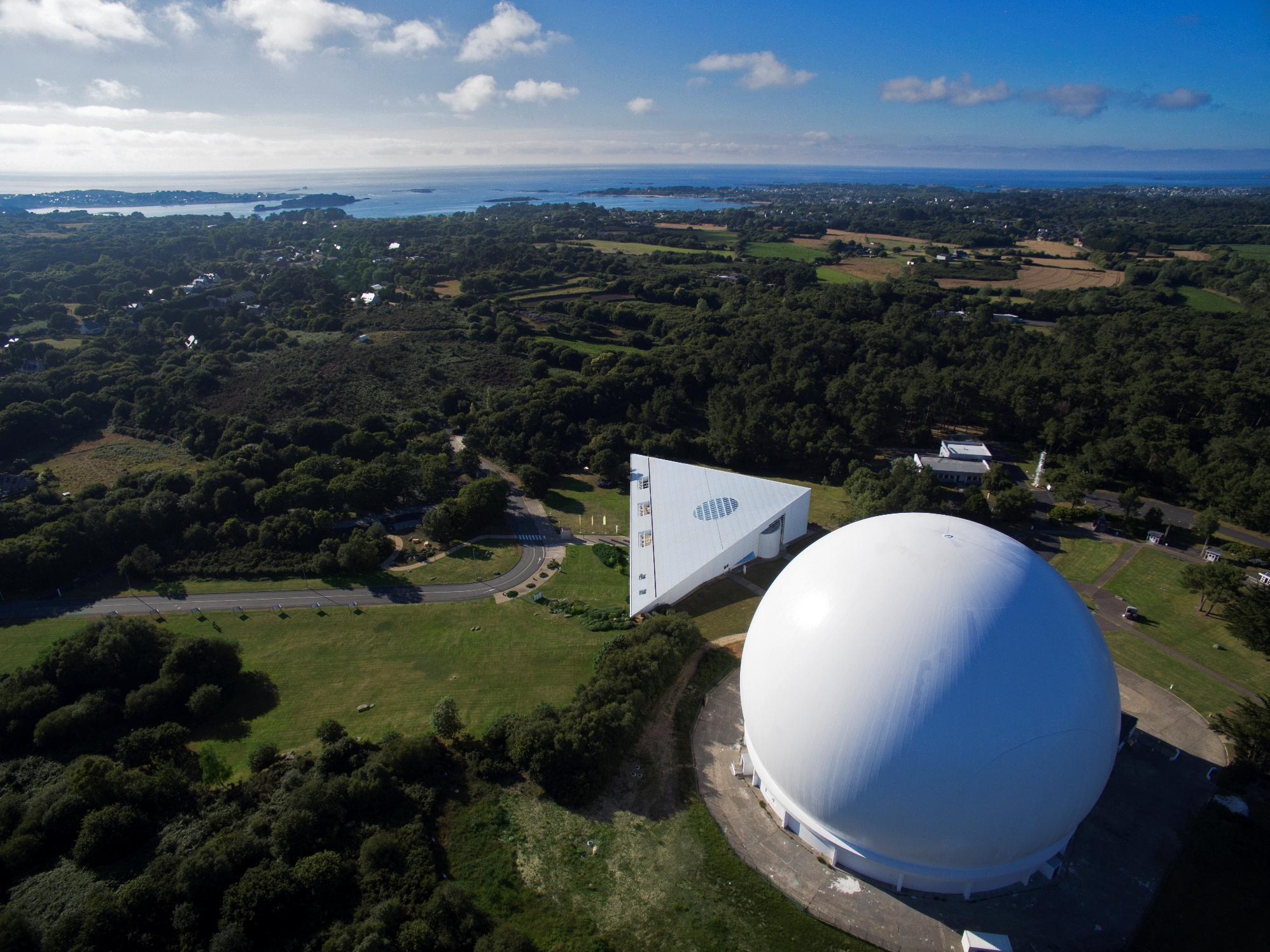
La Cité des télécoms
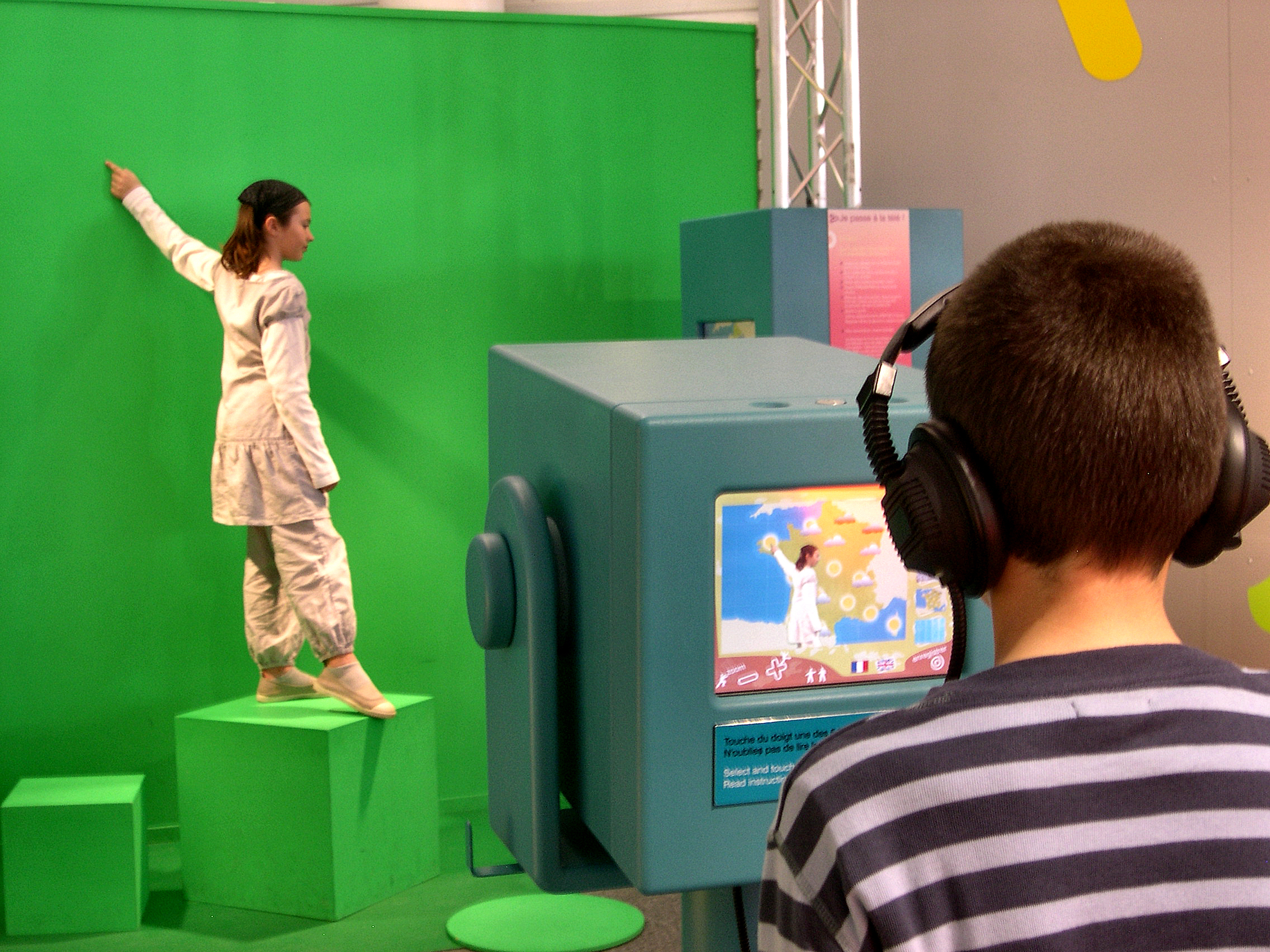
Le Jardin des sciences
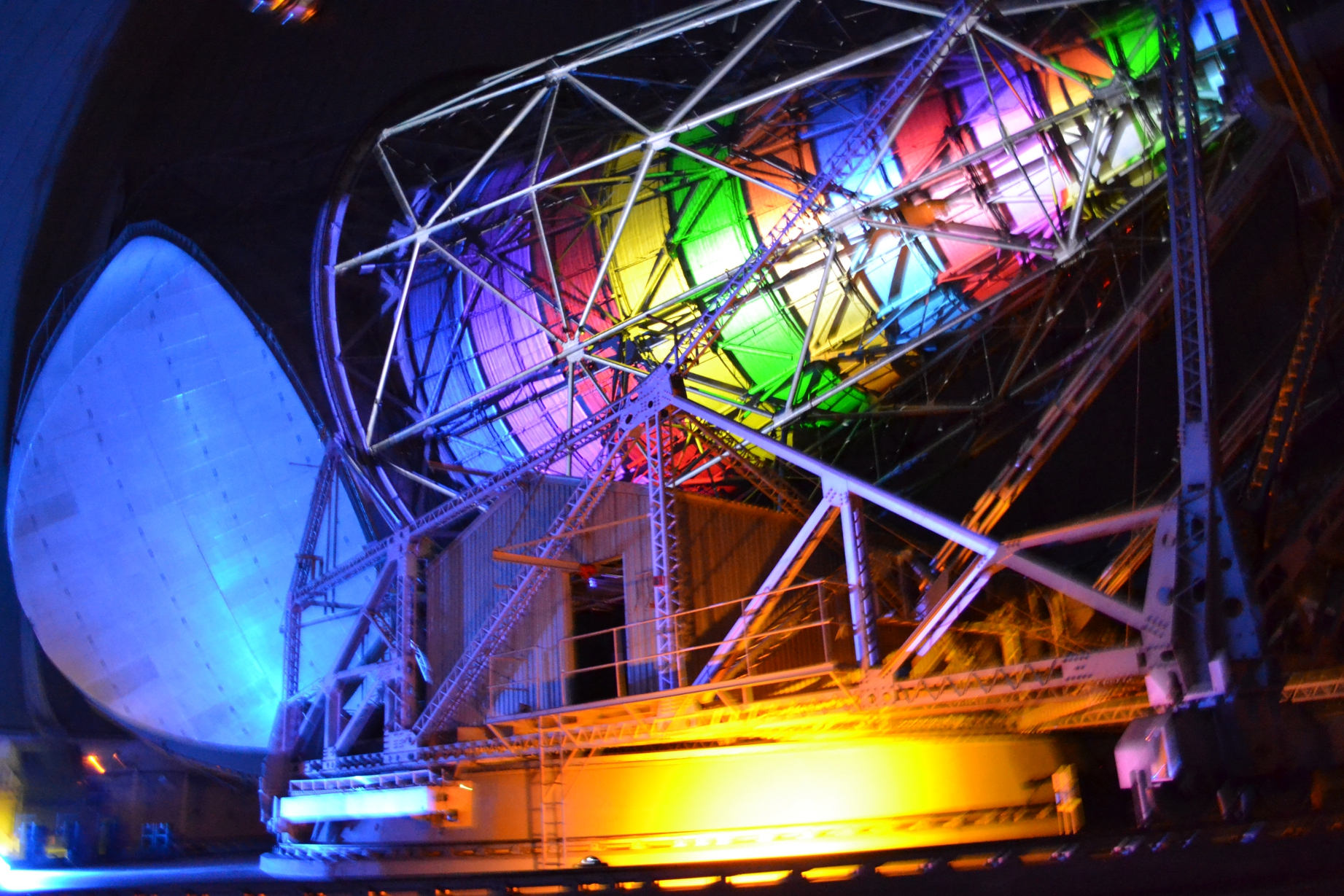
Spectacle sous le Radôme
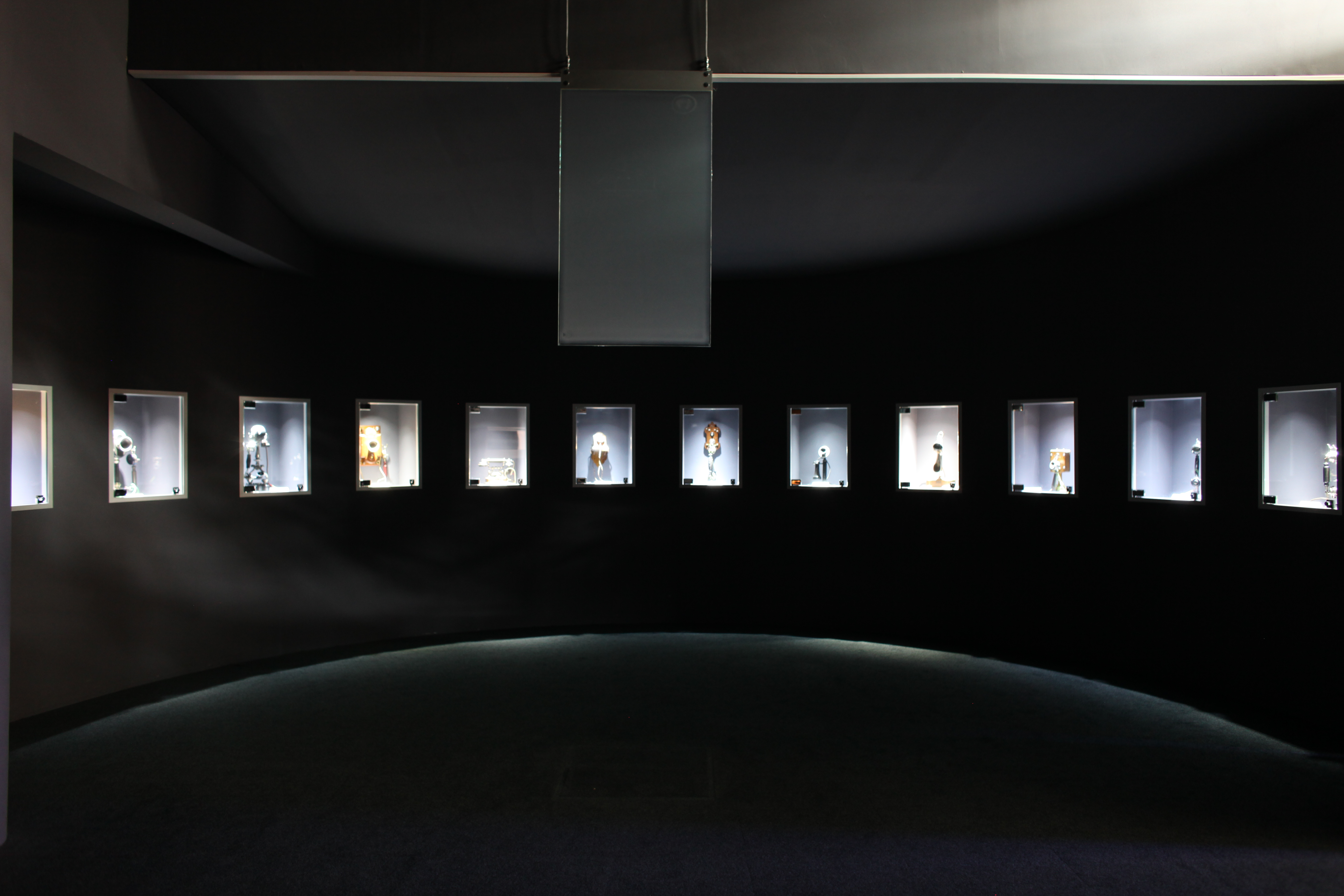
Les Pères Fondateurs (collection historique)
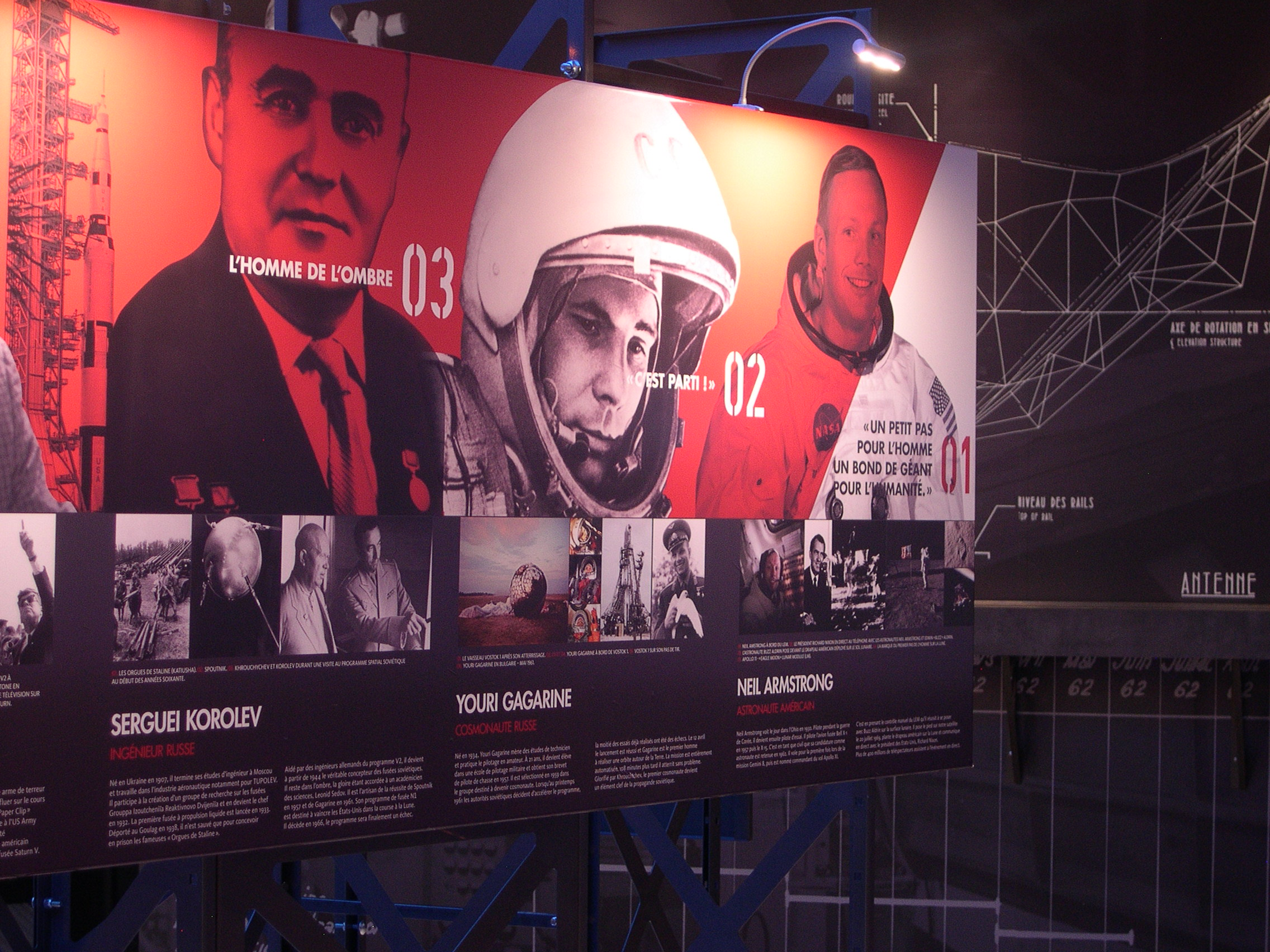
Accueil du Radôme
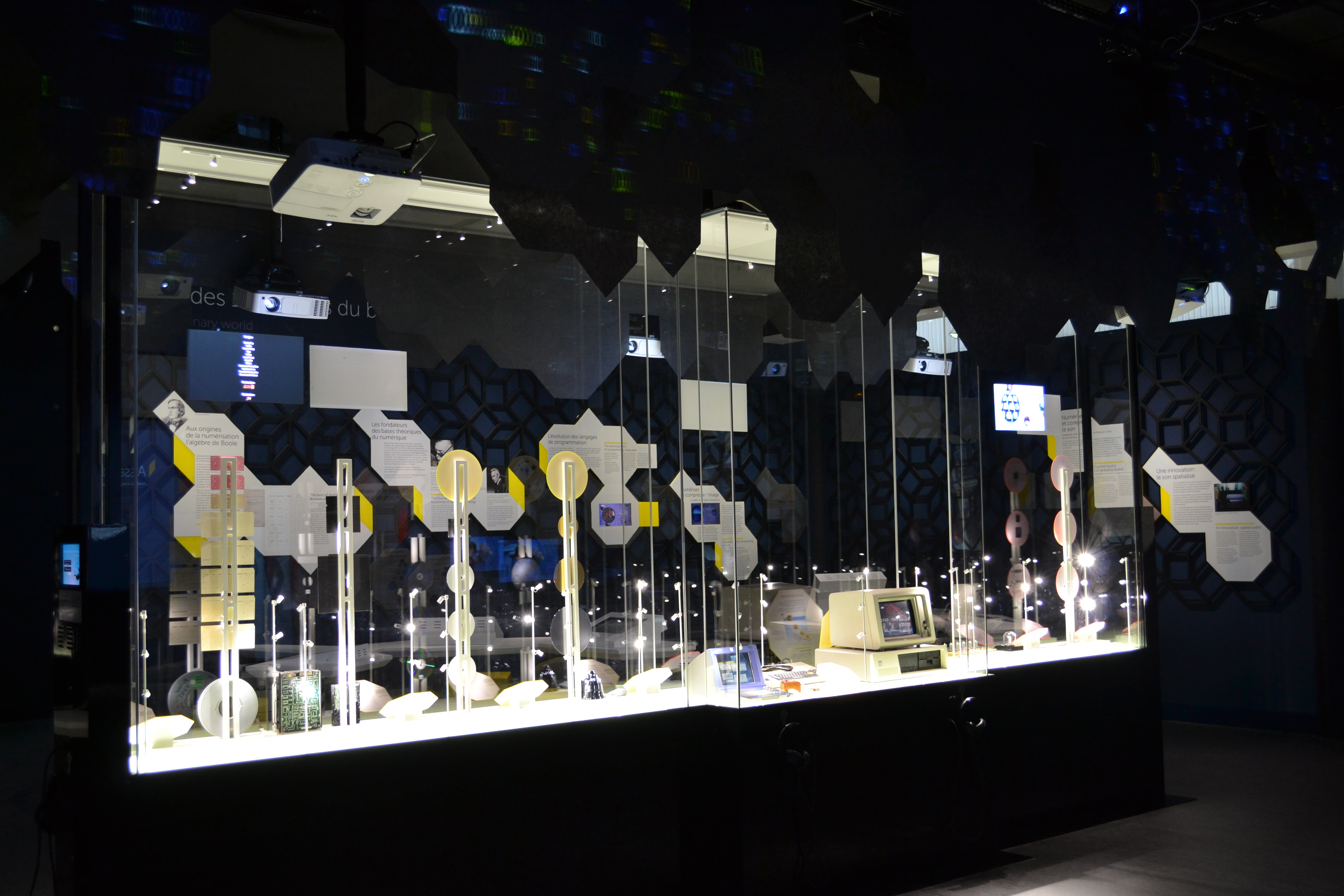
Les coulisses du monde digital
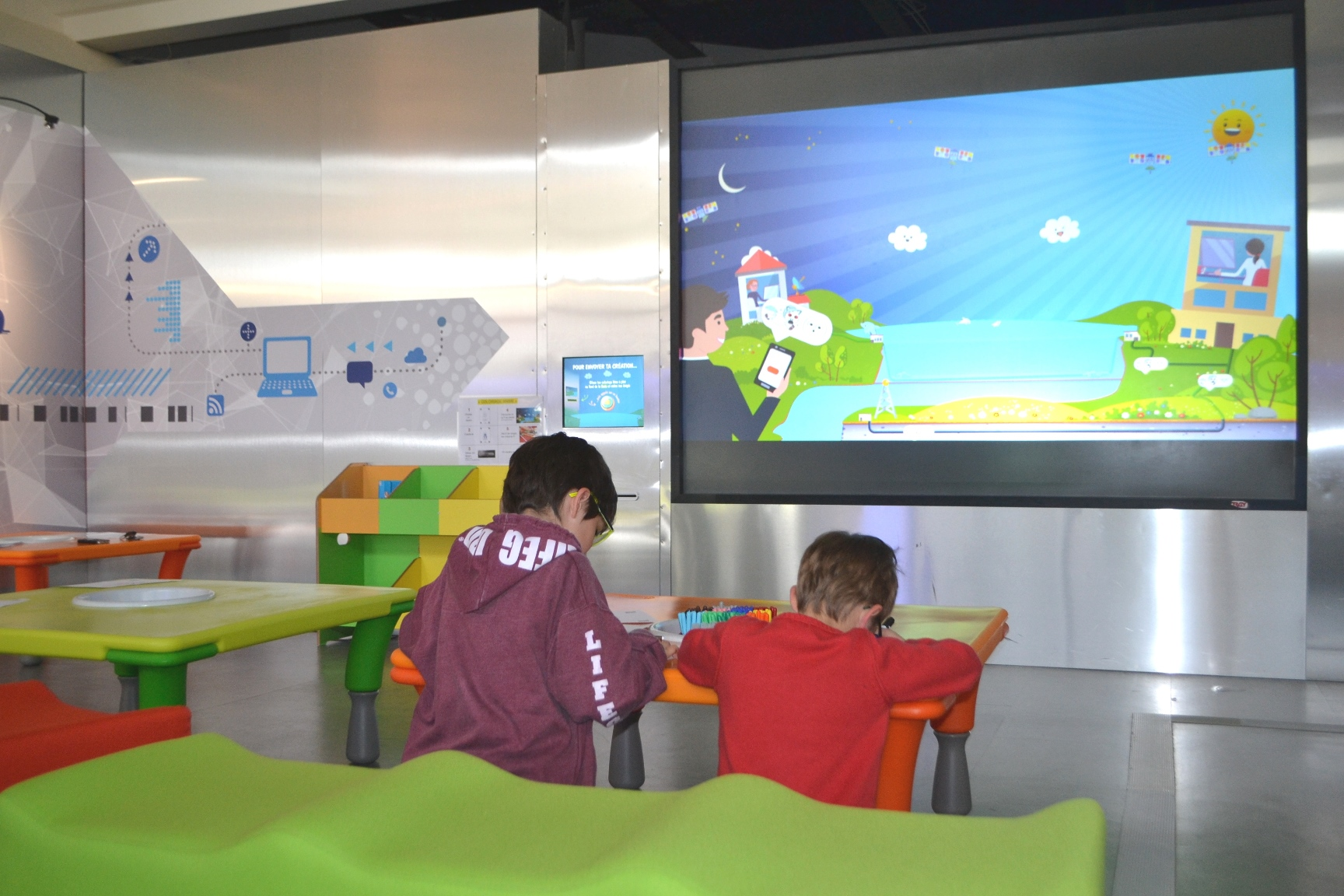
Le coloriage animé

## Dans la culture
La Cité des télécoms est visitée par les protagonistes du roman Comédies Françaises d'Éric Reinhardt, ayant trait à l'histoire des télécommunications et publié en 2020.